# アルオンゲームズ
アルオンゲームズ（朝鮮語: 아루온 게임즈、AruonGames Inc.）は韓国・ソウルのゲーム会社。2013年頃に事業停止。

## 概要
現在、韓国国内において日本ファルコムの『英雄伝説シリーズ』をGoD（Game on Demand）方式でサービスしている。2006年8月16日現在『英雄伝説VI 空の軌跡』と『新・英雄伝説IV』をサービス中。
韓国国内ゲーム関連サイトの記事によると、「完全に消滅しているレベルの韓国内パッケージゲーム市場を甦らせる可能性を秘めたサービス方法で、今後の展開が注目される。」とある。
今後のサービス予定タイトルは8月24日に『イース -フェルガナの誓い-』をサービス開始予定。年内には『ヴァンテージ・マスター』を改良した『ヴァンテージマスタークラシック』、オンライン対戦機能を充実させ、3Dにて新しく構成する『ヴァンテージマスターデュエル』、『英雄伝説 空の軌跡SC』をサービス予定だと記者懇談会にて発表している。

## その他
- 2006年3月、初サービスタイトルであった『英雄伝説VI 空の軌跡』の限定版パッケージは、ゲームDVDが含まれていなかった。しかし、ゲーム中に登場する「ヨシュアのハーモニカ」を完全に復元したものを日本のハーモニカメーカーであるトンボ楽器製作所の協力で特別限定生産し特典として同梱したため、68200ウォン（約8000円）と言う価格設定、自社サイトを通してのみの発売と言う限定条件にもかかわらず、24時間で1000個完売いう逸話もある。また、このハーモニカを含む限定版パッケージが日本のYahoo!オークションで5万円を超える価格で落札され、ゲームの原著作権者であるファルコム公式HP内の掲示板でも話題となるなど、注目を浴びた。[2]